# Dominacja zupełna
Dominacja zupełna, dominacja pełna, dominacja całkowita, dominacja, dziedziczenie typu Pisum – zjawisko w genetyce polegające na tym, że allel dominujący maskuje ekspresję allelu recesywnego u heterozygot, czyli w fenotypie nie ujawnia się cecha determinowana przez allel recesywny.
Dominacja zupełna występuje w przypadku dziedziczenia: barwy kwiatów fasoli; cechy bezrożności u bydła (bezrożność dominuje nad rogatością); występowania białego pasa u czarno umaszczonych świń rasy hampshire (biały pas dominuje nad jednolitym umaszczeniem świń rasy cornwall); cechy bezrożności u kóz (bezrożność dominuje nad rogatością); umaszczenia bydła (jednolite umaszczenie dominuje nad łaciatością; czarne nad czerwonym).